# Cappella di Palazzo Ruffo di Bagnara
La cappella del Palazzo Ruffo di Bagnara è una piccola chiesa storica di Napoli; si erge nel centro storico della città, in piazza Dante.

## Storia e descrizione
La chiesa è sita all'interno dell'omonimo complesso monumentale fondato nel 1660. L'edificio residenziale spicca per le sue originali decorazioni; l'intero palazzo è da collocare nel panorama dell'edilizia barocca napoletana.
L'edificio di culto costituiva il luogo privato di preghiera, creato esclusivamente per la famiglia Ruffo. L'esterno è preceduto dalle scale in piperno e da un portale costruito con lo stesso materiale; quest'ultimo, è sovrastato anche da un'apertura con campaniletto.
La cappella è anch'essa testimone dell'architettura barocca in città. Sull'altare maggiore vi è un San Rufo in gloria di Francesco Solimena. Nella sacrestia trova posto invece un grande quadro di Luigi Velpi, proveniente dalla Chiesa di Santa Brigida dei Calafati, demolita durante il Risanamento.